# Verdiales
Los Verdiales (o Fiesta de Verdiales) son una manifestación festiva de origen antiquísimo y campesino, de naturaleza socio-musical, privativa de determinados puntos geográficos en la provincia de Málaga (comarca de la Axarquía, Valle del Guadalhorce y Montes de Málaga).
Consiste en un particular fandango cantado y bailado con el acompañamiento de una orquestina compuesta por un violín, de dos a cuatro guitarras, un pandero, dos o más pares de platillos (crótalos), varios palillos (castañuelas) y, en algunos de sus estilos, un laúd o bandurria. En las actuaciones este conjunto se completa con la figura del alcalde -regidor que enarbolando una varilla (vara de mando) designa al cantaor y autoriza el comienzo y final de la pieza interpretada- y del abanderao, que marcha junto al alcalde al frente del grupo bailando una bandera española, andaluza o con la figura de la patrona de la comarca. También era costumbre sonar una caracola marina adornada con cintas de colores para avisar de la llegada del grupo a los cortijos cercanos.
En el argot, al conjunto de tocaores (intérpretes músicos), cantaores (cantantes) y bailaoras (bailarinas) se lo denomina Panda de Verdiales, y a sus interpretaciones, compuestas por tres o cuatro coplas, luchas o revezos. Al miembro de una panda y al aficionado a los Verdiales se lo suele llamar fiestero o tonto, remoquete jocoso este último relacionado con el hecho de que la Fiesta Mayor de Verdiales se celebra tradicionalmente el día 28 de diciembre, festividad de los Santos Inocentes.
La Fiesta de Verdiales constituye una de las expresiones culturales con más fuerte arraigo en el territorio malagueño aunque está especialmente relacionada con la comarca de los Montes, siendo los propios cantes y bailes fruto de un contexto ecológico-cultural específico, donde se han forjado y desarrollado, sin normativas rigoristas, entre caminos, vereas, pagos o partíos aislados, ventas o lagares, mostrando sus gentes, en la fragosidad de estos terrenos, unas formas concretas de representación, ligadas a dichos lugares. Por este motivo desde 2009 la Fiesta de Verdiales está en proceso de ser declarada Bien de Interés Cultural con la categoría Actividad de Interés Etnológico en varios municipios de la provincia de Málaga.

## Etimología
El término "verdiales" remite al partío de "Los Verdiales", una comarca olivarera malagueña en la que es común el cultivo de la variedad de aceituna denominada verdial (del latín viridis: verde, vigoroso, joven, vivo) por mantenerse verde aún madura. Dicho partido se considera cuna de los Verdiales al estilo Montes, y sobre él versa una copla frecuentemente cantada en dicho estilo:
"Vengo de Los Verdiales
de Los Verdiales vengo
vengo de ver a una novia
que en Los Verdiales tengo."

Según parece llamar "verdiales" a esta tradición milenaria es una costumbre relativamente reciente que da cuenta de la zona donde alcanzó mayor notoriedad. Así, decir Fiesta de los Verdiales sería equivalente a hablar de la Fiesta de los Montes, de Los Moras, de Comares, de Almogía, de Jeva, etc., siendo "la Fiesta" el hecho común que acaecía en todas esas ubicaciones.

## Importancia cultural
Los Verdiales son objeto de un notable interés musicológico y antropológico principalmente por tres motivos: 
1. Antigüedad: Según flamencólogos como Hipólito Rossy (Teoría del Cante Jondo.- Credsa, Barcelona, 1998) y José Luque Navajas (Málaga en el cante.-El Guadalhorce.-Málaga, 1965) los verdiales son, como poco, la más primitiva forma de fandango malagueño y, casi con seguridad, puede que del andaluz en su conjunto. Alfredo Arrebola (Doctor en Filosofía, flamencólogo y cantaor) llega a afirmar que "el fandango más antiguo que registra la historia flamenca es, exactamente, el de Málaga" con sus dos formas "verdiales y fandangos abandolaos, siendo los más viejos los primeros, incluso anteriores al mismo flamenco" (V Congreso de Folclore Andaluz).
2. Pureza: Es un fandango campesino que, tal y como expresa Luque Navajas, "debido a su copioso acompañamiento, ha evolucionado muy poco, conservando aún su naturaleza primitiva, de una rudeza y autenticidad impresionantes".
3. Vitalidad: Al contrario que otras manifestaciones artísticas andaluzas que se desnaturalizaron al desaparecer su contexto cultural y academizarse, los verdiales se han seguido transmitiendo de padres a hijos de manera ininterrumpida hasta la actualidad por lo que se trata de una genuina y rara muestra de folclore vivo.

## Orígenes de los Verdiales
La raíz de los Verdiales es una cuestión controvertida, habiendo predominado durante años la idea de su ascendencia morisca y su catalogación dentro de los cantes flamencos. Esta hipótesis fue puesta en entredicho conforme algunos investigadores empezaron a interesarse por este folclore malagueño y detectaron que el carácter saturnal, común y gregario de su práctica, la rudeza y copioso acompañamiento de su toque, así como la prenda más distintiva de los fiesteros —el sombrero de flores y lazos— remitían forzosamente a épocas no ya preflamencas o anteriores a la invasión árabe, sino prerromanas y hasta prefenicias. 

### Protohistoria
En opinión del profesor Miguel Romero Esteo, el rastreo del hito milenario de los Verdiales tiene que remontarse hasta los orígenes de Europa en la misteriosa civilización minoica de la isla de Creta (2800 a. C.), donde sus gentes tenían la costumbre de coronarse con sombreros de flores, representando éstas la exaltación de la fecundidad que era común en la arcaica filosofía matriarcal mediterránea. Los primeros grupos en asentarse en Creta probablemente llegaron desde Anatolia en torno al 7000 a. C., y es precisamente en esta zona —cuna de la cultura hitita— donde excavaciones arqueológicas han hallado ejemplares (datados en el 2003 a. C.) de unos instrumentos parecidos a los platillos y denominados albogues.
Sobre el 2500 a. C. —según los especialistas ingleses Michael J. Walker y Robert Chapman— ya se cultivaba la viña y se recogían aceitunas silvestres en la región mediterránea peninsular, lo que de algún modo remite a la pretartesia civilización ibérica cuyos restos encontramos en el poblado de El Argar (Almería), y que extendía su ámbito de influencia a lo largo de la costa mediterránea desde las ahora tierras malagueñas hasta las costas murcianas. Era esta una civilización matriarcal de cultura muy refinada y alegre —cosa bastante inusual en el Mediterráneo de la época— por su alejamiento de la seriedad de monumentales construcciones megalíticas, y tal vez sólo comparable al alto nivel civilizatorio de la cultura minoica cretense, razón por la que se las relaciona.

### Antigüedad Clásica
Según comenta el etnomusicólogo Miguel Ángel Berlanga, puede que las primeras reseñas históricas que hacen referencia a los bailes andaluces procedan del griego Estrabón, el cual escribió que un personaje egipcio del s. II a. C., Eudoxos, embarcó desde Cádiz hacia otras zonas del Atlántico, parece que de África, a muchachas músicas posiblemente para mercadear con sus dotes como cantantes, instrumentistas o bailarinas con crótalos en esas tierras.
No es de extrañar, ya que hay evidencias de que en el sur de España, en época prerromana, ya existía una cultura floreciente conformada al oeste por tartessos y al este por los turdetanos y bastetanos. La riqueza minera de esta zona (minas de Riotinto, Tarsis, Huelva...) atrajo a fenicios, griegos y romanos los cuales se encontraron no con un conjunto de pueblos aislados, sino con toda una civilización mediterráneo-occidental bastante desarrollada como prueba el hecho de que la Bética alcanzase a ser una de las circunscripciones más desarrolladas del Imperio romano además de aportar a su vida pública emperadores (Trajano, Adriano), intelectuales como Séneca y obispos influyentes como Ossio. Estos factores propiciaron el intercambio de danzas y canciones, de manera que Hipólito Rossy comenta en su obra Teoría del Cante Jondo que en época griega ya sería característica típica del canto en el sur de España su estilo melismático.

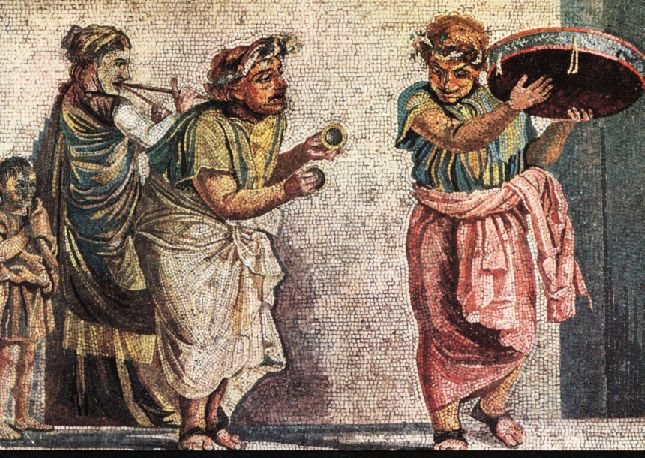
Escena cómica con músicos ambulantes. Fresco de la Villa del Cicerón (Pompeya).

A pesar de las sucesivas invasiones y colonizaciones culturales, parece establecido que en los enclaves malagueños pervivieron estas antiguas danzas conviviendo junto a otros muchos ritos campesinos ibéricos hasta la llegada del Imperio romano, cuando algunos patricios incluso lo exportaron a determinadas metrópolis del Imperio. De época romana datan valiosas representaciones de lo que parecen ser manifestaciones artísticas precursoras de las pandas de Verdiales.
En un mosaico dedicado a Baco encontrado en Córdoba, aparece una mujer tocando una especie de pandero. Este instrumento, extendido también por gran parte del Mediterráneo, ha sido muy popular en España en bailes y danzas hasta bien entrado el siglo XIX y en la actualidad, además de ser el elemento rítmico primordial en los Verdiales, se toca en algunos bailes folclórico-tradicionales en Andalucía (Alpujarras), Extremadura y Castilla. La estética flamenca, sin embargo, no ha adoptado el uso de este instrumento musical por lo que podemos hablar de que se trata a las claras de un elemento preflamenco.
Pero es un mosaico procedente de la llamada Villa Cicerón en las ruinas de Pompeya que se conserva en el Museo Nacional de Nápoles el que quizás constituye la prueba más sugerente acerca de la antigüedad y conexiones rituales de fiesta de Verdiales con arcaicos ritos mediterráneos precristianos. Esto es debido a la similitud existente entre los instrumentos, la manera de actuar y la vestimenta de las actuales pandas con el grupo de músicos representado en la catalogada como Scena comica con suonatori ambulanti. Se trata de una obra firmada por Dioscórides de Samos a finales del siglo II a. C. (110-100) y que parece ser copia de una pintura helenística del siglo III a. C. La imagen representa una escena de la obra Theophorumene, del dramaturgo griego Menandro. En la Scena Comica aparece un grupo de músicos de la antigüedad helénica (ludiones) que portan un pandero con cintas de adorno, unos crotalillos o platillos de bronce, una caracola que anuncia la llegada de los músicos, y una flauta doble tipo aulós. Además, dos de los cuatro músicos van tocados con adornos de hojas y flores en la cabeza similares a los que pueden verse en los gorros y sombreros de Verdiales. Todos esos objetos son característicos de las pandas de Verdiales malagueñas en la actualidad, lo que sugiere la existencia de una continuidad en la tradición.

### Período árabe
Con la llegada de los árabes, los verdiales siguieron amalgamándose y ganando en riqueza, fruto del enorme acervo cultural que aportaron los nuevos moradores y de los prolíficos intercambios que se establecieron entre las distintas culturas que coexistían en la Península, según el académico José Ruiz Sánchez.

### Edad Contemporánea

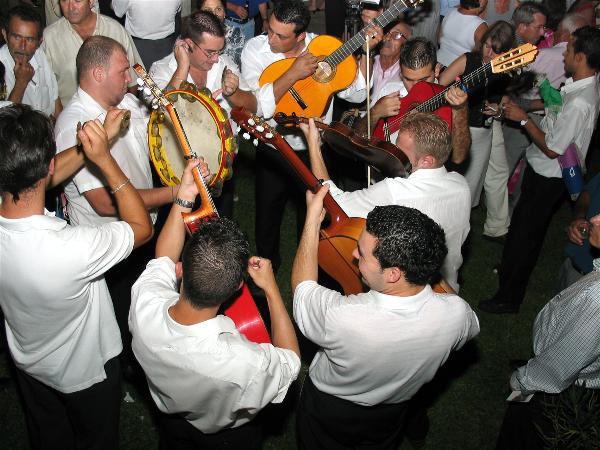
Panda joven

Se puede considerar que este período abarca desde los años de los que datan las grabaciones audiovisuales de Verdiales más antiguas, en torno a mediados del siglo XX, hasta la actualidad. Es a partir de entonces cuando Málaga capital empieza a valorar la Fiesta que algunos consideraron como "cosas de catetos", y ello debido a que la sucesiva instalación de los campesinos emigrantes desde los montes circundantes a los barrios periféricos de la ciudad permitió un acercamiento de la Fiesta a la ciudad, y que acabara convirtiéndose casi en un símbolo de la identidad colectiva de la provincia de Málaga.
La emigración campesina hacia la ciudad conformó barriadas verdialeras como Campanillas, Castañetas, Huertecilla Maña, Ciudad Jardín, Puerto de la Torre o San Alberto, al tiempo que se creaban peñas y asociaciones afines. La Peña Juan Breva, dedicada al estudio del flamenco y los cantes malagueños, tuvo una destacada influencia en ello, así como el veterano fiestero Antonio Fernández Fernández, más conocido como ‘Povea’. A partir de aquel momento, comenzaron a organizarse concursos y festivales por toda la provincia de Málaga, además de semanas de estudios en la peña antes mencionada.

## Estilos
La tradición ha legado al presente tres estilos que se designan según la zona geográfica donde han alcanzado prevalencia. Se trata de los estilos de Almogía, Montes y Comares.

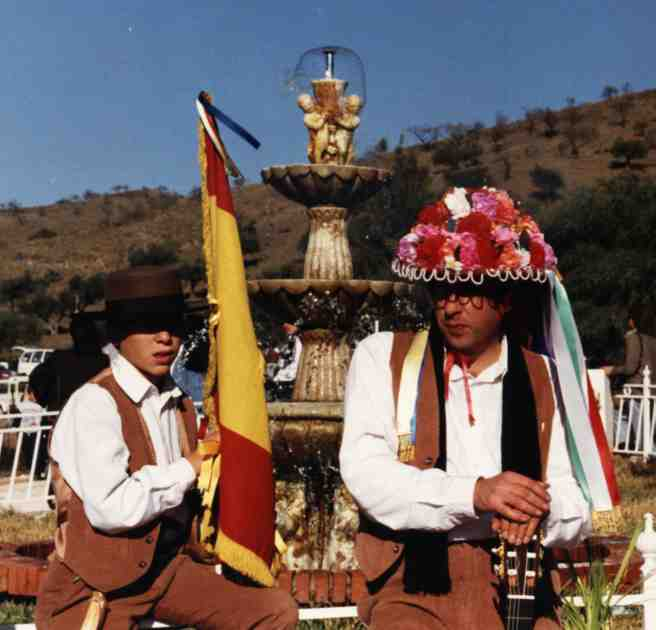
Integrantes panda de Almogía.

### EstiloAlmogía
Se distingue por las siguientes características:
- Instrumentación: Violín, dos o más guitarras, dos o más platillos, pandero y castañuelas.
- Compás: Es el más rápido de los tres estilos musicales.
- Interpretación o toque distintivo: Repiqueteo seguido de los platillos; el pandero se toca con menos golpes, más rasgueos y a veces se hacen florituras con él como golpearse los codos y las rodillas; las guitarras no se puntean, sólo hacen compás y dan las notas para el cante, lo que, según algunos, aumenta la posibilidad de lucimiento de los cantaores en este estilo.
- Cante: El violín, como en los demás estilos, es el último instrumento que se incorpora, convirtiéndose en el director que inicia y finaliza las piezas (luchas), marca los tiempos, acompaña al cante y "canta", haciendo los decires o subías.
- Baile y bandera: Por ser el estilo más rápido, el baile tiene más mudanzas y posturas, por ello suele decirse que bailaores y bailaoras tienen que ser "ardillas" para llevar adecuadamente el ritmo con los pies. El baile de la bandera (consistente en girar rítmicamente con gran habilidad una bandera estampada con colores y símbolos comarcales, regionales y nacionales) es muy vistoso porque el rápido ritmo se presta al lucimiento. Se dice que el baile de la bandera es originario de este estilo.

#### Ámbito geográfico
El estilo de Almogía es el más extenso geográficamente hablando y tiene unos límites claramente definidos. Los marcan los ríos Guadalhorce y Campanillas, y la Cordillera del Torcal, en una especie de península de la que forman parte varias localidades: Campanillas, Cártama, Pizarra, Álora, Valle de Abdalajís, La Joya, Jeva, Villanueva de la Concepción y Almogía.

#### Pandas
Pandas de verdiales estilo almogía:
- Coto Tres Hermanas
- Villanueva de la Concepción
- Santa María del Cerro
- San Lorenzo Mártir
- Raíces de Almogía
- Ntra. Sra. Virgen de Flores
- Juvenil de Álora
- El Torcal
- De Almogía
- Azahar de Algaidas
- Los Moras
- El Capitán
- Raíces de Los Moras
- Valle de Abdalajís

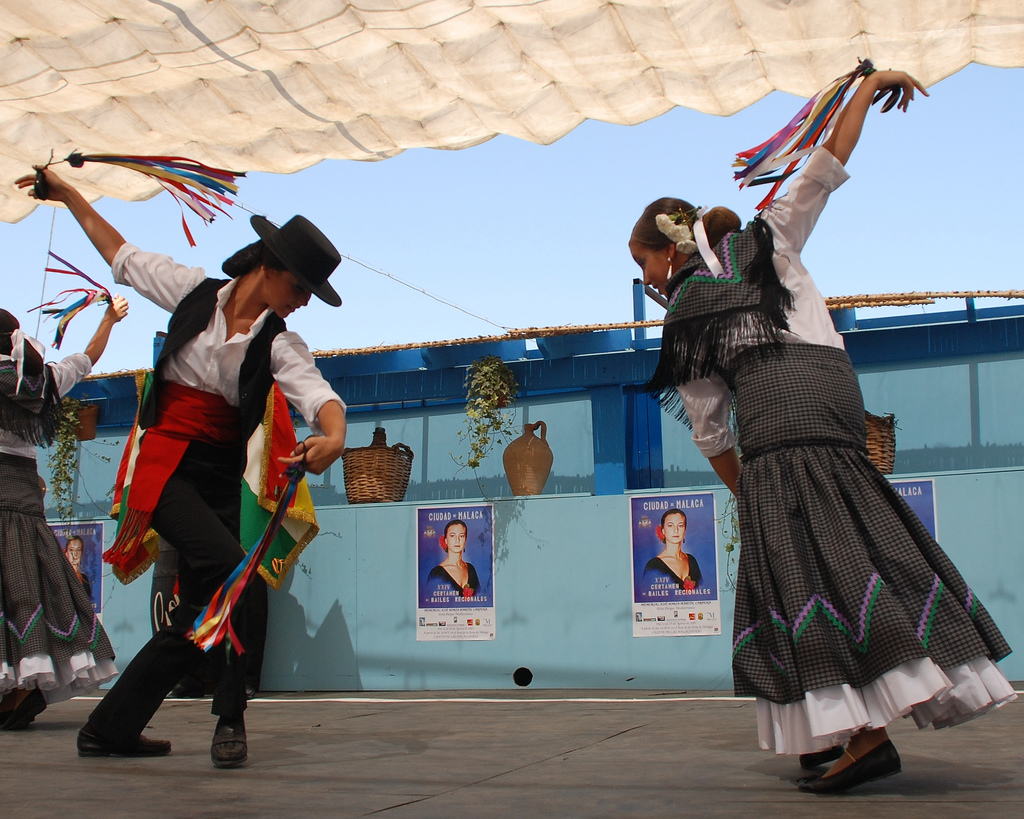
Bailando verdiales.

De todas estas pandas las más antiguas son la panda Coto Tres Hermanas y la panda Raíces de Almogía.

### EstiloMontes
Se distingue por las siguientes características:
- Instrumentación: Violín, dos o más guitarras, dos o más platillos, pandero y castañuelas o palillos.
- Compás: Aunque varía según la panda, no debe superar en velocidad al estilo Almogía. En el estilo Montes, la cadencia, vigor, limpieza, continuidad, constancia y precisión del compás constituye la sustancia en la que en contadas ocasiones el oyente experto encuentra el "duende", la "buena fiesta", la esencia o el "Ser" del arte en cuanto arte. A las malagueñas les gusta mucho bailarlo.
- Interpretación o toque distintivo: El pandero, que es el instrumento más significativo por ser el más arcaico que se utiliza en la Fiesta, es bastante mayor de diámetro que en los demás estilo. Su toque se distingue por los golpes secos con que marca el compás y por los rasgueos con que acompaña al cante, aquí el pandero no hace florituras, no puede, lleva el mando de la percusión mientras que el violín (instrumento director) da los tonos para el cante y hace los decires. Las castañuelas también forman parte de la percusión, y tienen más presencia que las guitarras, están hechas para manos de mujer, aunque hay hombres que las tocan magistralmente, el primor y la dulzura de la mujer le dan a la fiesta un ritmos más armonioso, más melodioso y menos agresivo. Las guitarras normalmente sólo hacen compás y van dando las notas para el cante. Algunos virtuosos hacen adornos y punteos que resultan muy bonitos y musicales. El violín es el último incorporado a la fiesta y, sin embargo, ha pasado a ser el protagonista absoluto. Sin él no se concibe esta, es el instrumento director, marca el ritmo de la entrada y señala el final, hace los decires, es decir, canta con los cantaores y sólo. Todo eso lo ha hecho imprescindible.

#### Ámbito geográfico
El Estilo Montes tiene sus límites geográficos, casi en su totalidad, dentro del término municipal de Málaga. Destacan los partíos de Los Verdiales, Santa Catalina, Venta Larga, Roalabota, Tres Chaperas, Jotrón y Lomillas, Jaboneros, llegando a Santón Pitar donde limita con Comares; Barranco del Sol, que pertenece a Almogía; por Chapera Alta y Los Portales llega hasta Casabermeja y Colmenar; por levante se extiende desde El Palo por La Mosca y Jarazmín a Olías, Totalán, Rincón de la Victoria, Benagalbón y Moclinejo. Estos límites se ven ampliados con el término de Parauta, en la Serranía de Ronda.
Con la repoblación forestal quedaron reducidos los términos de este estilo, pues era en grandes caseríos del parque natural de los Montes de Málaga (como Jotrón, Las Vizcaínas, Las Contadoras, Torrijos, El Boticario, Marín, Zorzo y otros) donde con más fuerza estaba arraigada la Fiesta. Con ellos desaparecieron varias ermitas con mucha tradición fiestera como las de Jotrón y El Boticario y también tuvieron que emigrar cientos de familias, las que componían los propietarios y trabajadores de estos terrenos donde hasta principios del siglo XX mantuvo la Fiesta de los Montes de Málaga todo su esplendor. Así, el panorama fiestero de este estilo quedó reducido manteniéndose como último baluarte la ermita de la Virgen de los Dolores, en el partío de Los Verdiales, donde la Fiesta ha sufrido y gozado los envites de la Guerra Civil y la posguerra, el éxodo del campo a la ciudad, el abandono y posterior recuperación de las ermitas y el cambio significativo en los verdaderos motivos tradicionales de esta Fiesta, la cual ha pasado de tener una razón social participativa a ser un espectáculo expositivo.

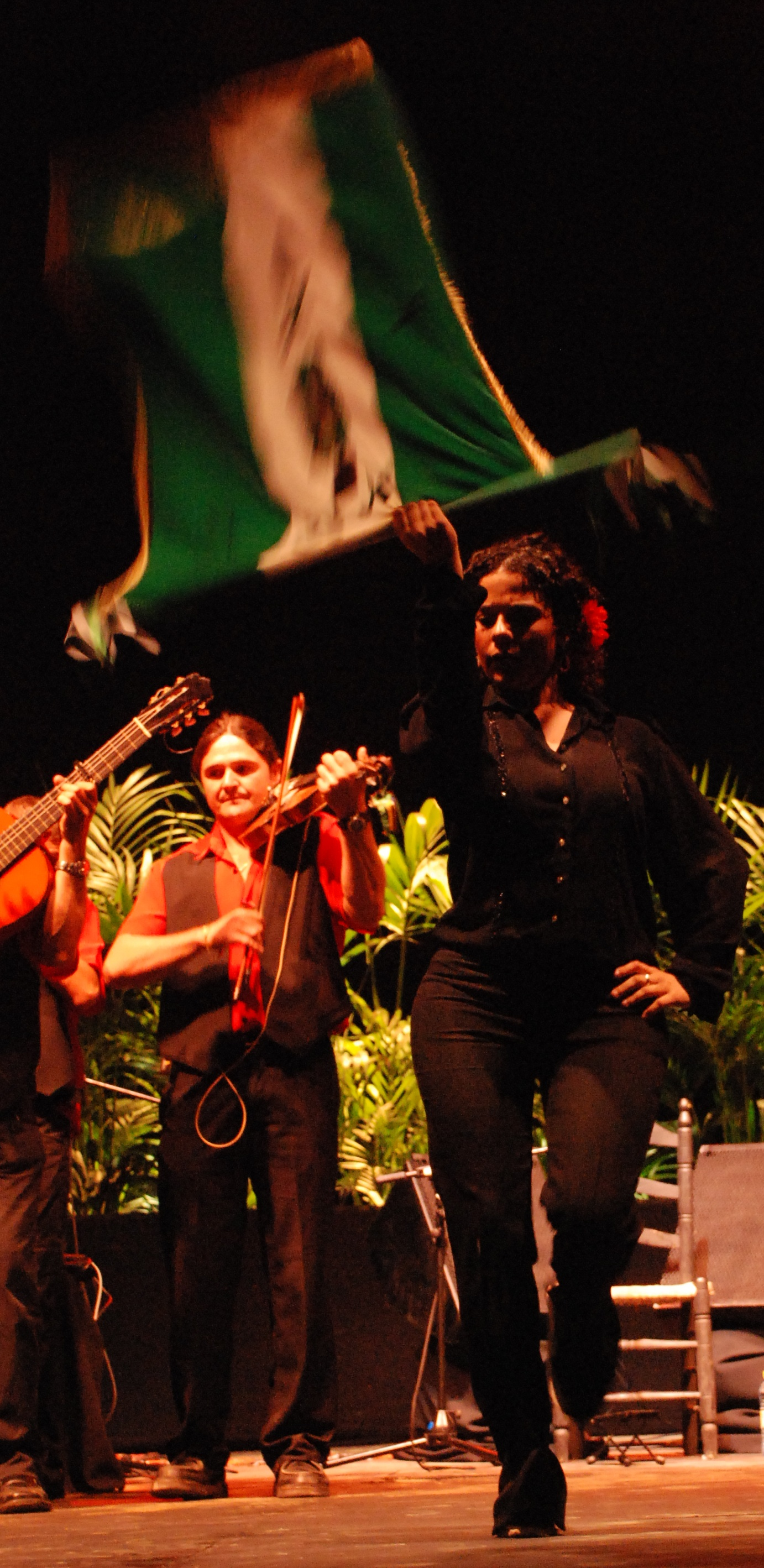
Bailando la bandera.

#### Pandas
Pandas de verdiales estilo montes:
- 1.ª Puerto de la Torre
- 1.ª de Los Montes
- Montes de Guadalmedina
- Teatinos
- Santón Pítar
- Santa Catalina
- Mangas Verdes
- Jotrón y Lomillas
- Isabel Portillo
- De La Torre
- Panda El Manantial
- Panda de Benagalbón
- Panda Arroyo Galica
- Panda Bataná
- Panda de Moclinejo

De estas pandas, las más antiguas son la 1.ª del Puerto de la Torre, 1.ª de los Montes también conocida (panda de Calderón), Jotrón y Lomillas y Santón Pitar. Estas han sido a lo largo de su historia las más galardonadas.

### EstiloComares
El estilo de Comares es el más rico musicalmente hablando. Esto se debe a que aquí el protagonismo lo tienen las cuerdas. Los platillos, que se tocan repiqueteados, llevan el ritmo con el pandero que en esta modalidad tiene poco lucimiento. El violín, con los melismas árabes y las guitarras, laudes y bandurrias que se tocan punteados, son los instrumentos que le dan a este estilo su sello característico. El baile es muy armonioso y los bailaores tienen más posibilidades de hacer posturas y desplantes.

#### Ámbito geográfico
La Fiesta en Comares y sus aledaños (Río Solano, las Cuevas, Llano de Almendra El Borge, etc.) se mantuvo como una cosa del pueblo, para celebrar actos sociales de diversa índole como el final de la vendimia, el de la siembra, bodas o bautizos. Se hacía de forma abierta, es decir, tocaban, cantaban y bailaban todos los que sabían; nunca hubo pandas organizadas ni alcaldes ni mayordomos; no se usaba el sombrero de lazos, tampoco se bailaba la bandera; no se conocía el choque ni la rifa. No fueron nunca "tontos" los fiesteros de Comares, ya que no se celebraba la festividad de los Santos Inocentes. Nunca cobraron dinero por actuar, a lo más que se llegaba en esto eran las fiestas comerciales que se celebraban en ventas o tabernas para lucro del dueño. Los fiesteros comían, bebían y disfrutaban de la Fiesta, con esto se consideraban pagados.
Actualmente existen pandas de verdiales al estilo Comares incluso en zonas de Málaga tan occidentales como Estepona.

#### Pandas
Pandas de verdiales estilo comares:
- San Isidro de Periana
- Raíces de Málaga
- Vélez - Málaga
- El Borge
- Arroyo Conca
- 1.ª de Comares
- Axarquía

De estas pandas la más antigua es la 1.ª de Comares, en la que su violinista, Paco Maroto, ha sido su fundador. Esta panda siempre ha sido la más galardonada de su estilo.

## Indumentaria

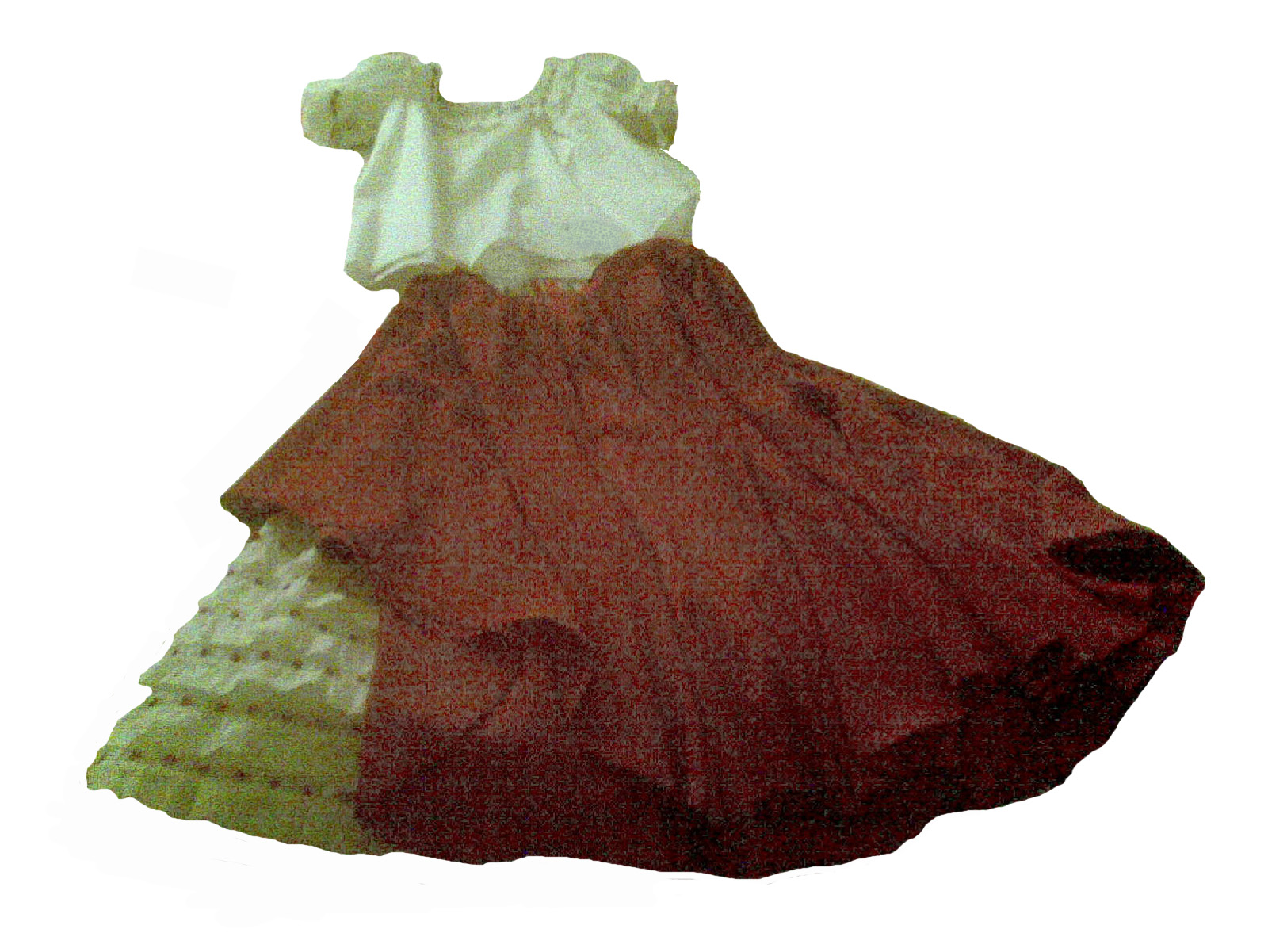
Traje de la panda de verdiales San Isidro de Periana.

Tradicionalmente los Verdiales no se han caracterizado por ninguna indumentaria típica -a excepción del gorro de flores, siendo así que los fiesteros solían lucir sus mejores vestimentas, es decir, aquellas propias de las fechas señaladas en los ambientes humildes campesinos. Al popularizarse las actuaciones en festivales y encuentros las pandas comenzaron a uniformarse, siendo corriente la camisa o blusa blanca, el fajín rojo y el pantalón o falda oscura. Últimamente, ya en plena adaptación a la opulencia urbana, la uniformidad está dejando paso a una diversidad de trajes, haciendo que éstos constituyan una seña de identidad de cada una de las pandas. La distinción entre sexos también se ha ido superando, siendo ya usual que las bailaoras vistan pantalón.
Por ejemplo, tenemos que la panda de Verdiales San Isidro de Periana utilizaba en el año 2000 aproximadamente un tipo de traje donde todas las mujeres llevaban falda y los hombres pantalones. Actualmente las mujeres eligen si desean llevar falda o pantalón. 
En aquella época, el traje femenino utilizado por dicha panda estaba compuesto por una camisa de seda de color blanco roto, bien de manga corta o manga larga, adornada con un pasacinta en cada extremo de las mangas. Este pasacintas tenía una cinta roja que lo decoraba. La parte inferior de esta vestimenta la formaba una falda de color rojo, cuya largura no sobrepasaba las rodillas de quienes la portaban. Esta falda tenía uno de sus lados, concretamente el derecho, un poco más corto donde dejaba ver la enagua que llevaba debajo. Esta enagua era de color blanco y tenía unos pasacintas, al igual que la camisa, que la decoraban con una cinta roja en su interior. Como complementos las mujeres portaban unas zapatillas de tela y esparto enlazadas a la pierna así como dos pequeñas rosas de tocado, ambas cosas del mismo color de la falda. También portaban unos lazos que colgaban de las castañuelas, de color blanco y rojo.
El traje masculino estaba formado por un pantalón largo de color negro y una camisa de color blanco. Entre la camisa y el pantalón, y cubriendo la cintura de este, se encontraba un fajín de color rojo (de igual color que las faldas de las mujeres).
Actualmente, esta panda de verdiales utiliza una vestimenta diferente las mujeres llevan pantalones o faldas, a elección, negras y los hombres llevan pantalones con fajines rojos. En ambos casos las camisas son blancas y la parte inferior negra.
Las mujeres que llevan falda, en este caso también es a la altura de la rodilla de quién lo lleva, llevan mantones de color negro con flores bordadas de diferentes colores. Los hombres llevan unos chalecos de color negro y fajines de color rojo, que también llevan las mujeres que desean llevar pantalón.

## Coplas de verdiales
Es difícil hacer una selección con las letras de verdial. Por ello seleccionaré varios temas como son el amor, el desengaño, los piropos y los consejos, refranes y sobre Málaga.
1-	El amor
El amor ocupa un primerísimo plano en las letras y en las intenciones de los verdiales. Se cantan para enamorar:
Debajo de tu ventana
hizo una perdiz un nío
y yo, como perdigón,
a tu reclamo he venío.
tengo el corazón herío,
por todas partes me duele,
no está muy lejos de aquí
la que remediarlo puede.

2-	El desengaño
Estas son letras cantadas a un amor traicionado, a un desengaño.
Tiene que llegar el día
que llores por mí querer
con un llanto tan profundo
que tengas que aborrecer
a quien más quieras en el mundo.

3-	Los piropos
Muchas de sus letras son piropos cantados:
Eres chiquita y bonita,
brillante como un lucero,
eres una candelita
en una noche de enero
cuando la luna se quita.

4-	Los consejos y refranes
Yo me enamoré de noche
y la luna me engañó,
otra vez que me enamore
será de día y con el sol.
Quítate de la ventana
no me seas ventanera,
que de la ventana salen
cositas que no son buenas.
5-	 Sobre Málaga
Tiene Málaga una Fiesta
que entre todas sobresale,
no hay ninguna como ésta
que llaman los Verdiales,
y es la más antigua y nuestra.

## Las Rifas
Son una especie de subastas o pujas -cada vez más inusuales- que se celebran en Pascua -del 24 al 28 de diciembre- en las que, en un ambiente distendido, un rifaor ofrece cierta cantidad de dinero al alcalde de la panda a cambio de disponer de esta para lo que se le ofrezca. 
Dato: el 28 de diciembre si ganabas el concurso de la venta del túnel el premio era quedarte una noche en el restaurante del túnel
Lo usual es que el "rifaor" exija a cambio de su donativo que toquen, bailen o canten los verdialeros o cualquiera de los asistentes a la fiesta que él disponga, y si el retado (sea miembro de la panda o aficionado) se niega a realizar la tarea encomendada o pretende modificarla debe entonces aumentar la puja con dinero de su bolsillo. Era costumbre de los hombres rifar para bailar o ver bailar a una mujer determinada, llevarse la panda a otro caserío vecino o a la venta próxima y otras muchas ocurrencias de los asistentes. También había rifas graciosas y otras que casi rozaban la humillación. 
El rifaor era un aficionado que solía acompañar a las pandas y que tenía un singular gracejo y desparpajo a la hora de sonsacar rifas o pujar con el público entre graciosas ocurrencias, con la habilidad necesaria para sacar los cuartos y que la víctima quedara agradecida y contenta. 

### Origen de las rifas
Esta costumbre parece remontarse a la repoblación cristiana de los Montes de Málaga, donde la Fiesta tenía tanto arraigo que la Iglesia decidió usarla para formar Cofradías de Ánimas que recaudaran dinero con el que mantener a las parroquias rurales y ermitas.
El párroco nombraba a un mayordomo o alcalde mayor -cargo que recaía en una de las personas más respetadas y pudientes del término- y el día de San Andrés (fecha señaladísima en el campo, pues marca el final de las siembras y es también la época de las tradicionales matanzas de cerdos) éste invitaba a su casa a los posibles alcaldes, entregándoles las varas de mando al tiempo que les adjudicaba un distrito dentro de los términos de la parroquia. Los alcaldes se encargaban de buscar a los fiesteros y una vez formadas las pandas éstas salían en las fechas próximas a la Navidad y recorrían los lagares, cortijos, caseríos y ventas de alrededor pidiendo limosna para las Ánimas Benditas. El día 28 de diciembre, día de los Santos Inocentes, regresaban las pandas a sus respectivas ermitas (de Jevar, de las Tres Cruces o de los Dolores) para hacer la ofrenda de una parte de lo recaudado a la virgen correspondiente. 
En los años 1920, con los aires políticos que corrían, surge un movimiento de rebeldía en el ambiente fiestero y empiezan a salir pandas por libre, es decir, con el propósito de repartirse el dinero recaudado y no donarlo a las ermitas. A estas pandas se las conoció como los tragaeras y ellos a su vez los llamaban tontos a los que siguieron entregando el dinero al cura párroco de la ermita. Hoy en día sigue tildándose con este remoquete jocoso a los miembros de las pandas, que siguen celebrando el día de los Santos Inocentes su fiesta mayor.

## El Choque
Después de la ofrenda, la primera panda que llegaba a la ermita salía a recibir a la siguiente tocando y esta la correspondía en la misma forma. El saludo se convertía en un pulso musical consistente en tocar ambas pandas al unísono, aumentando la velocidad del ritmo, hasta que una de ellas perdía el compás o quedaba por debajo de la otra. A éste acto se lo llamaba el choque y parece explicar la denominación de lucha que se usa al hablar de una actuación o rato de Fiesta. 
El choque en las ermitas donde todos eran conocidos era un acto musical y pacífico. Otra cosa era cuando, en su constante rolar por caminos y veredas, se encontraban durante el recorrido dos pandas de distintos términos. Entonces el choque tomaba una cariz más agresivo, llegando en ocasiones a rajarse las banderas entre los bailaores de esta, e incluso pasar a mayores.
Estas rivalidades daban momentos de gran tensión y expectación tanto entre aficionados como entre los mismos fiesteros, y en ocasiones el choque podía terminar en una batalla campal. Hacia los años 40 y 50 del pasado siglo el encuentro de pandas del 28 de diciembre tenía lugar en la Venta Galway y se dirimía mediante choques, teniendo que ser el sargento del puesto de la Guardia Civil de Colmenar el que dirimiera su resolución, evitando de este modo las posibles protestas y alteraciones ante el veredicto del combate. Hacia los años 80 el concurso de choques ya no tenía lugar, y no fue hasta 1994 cuando la peña el Revezo de Benagalbón instauró un concurso de Verdiales donde la fiesta se hace a la antigua, con poquitos fiesteros, sin escenarios, sin ropas de blanco y negro, y rodeados de gente; y para abrir boca, a primera hora de la tarde se produce el choque de pandas a la puerta de la iglesia.

## Ámbito geográfico

Municipios de la zona delimitada como Bien de Interés Cultural, respecto a la provincia de Málaga.

Una constante de la actividad verdialera es el dinamismo y movilidad geográfica del ritual festivo, que evidencian los cambios de espacios de festejo en el pasado y presente, devenidos por su proceso de expansión y éxodo rural. Son sus protagonistas, las pandas, quienes deciden los marcos de celebración más idóneos. En un primer momento los Verdiales tuvieron su foco principal en plenos Montes de Málaga, mientras que desde la década de los 60 con el fuerte proceso migratorio de las gentes de los Montes, la Axarquía y Valle del Guadalhorce, se centra cercana a la capital, y comienzan a organizarse aquí un gran número de pandas de Verdiales.
Del mismo modo, los verdiales y los fandangos cortijeros (también llamados chascarreros o chascarrás) de la comarca de Antequera y zonas aledañas (se extendían por los municipios limítrofes de las provincias de Córdoba y Granada) constituían hasta el siglo XX dos variantes de fandango diversas, aunque muy próximas y con un claro origen común, cuya frontera física la determinaría originalmente la cordillera del Torcal; si bien la expansión de los verdiales y el declive del fandango cortijero, que no ha contado con el apoyo institucional del que gozan aquellos, ha llevado confundirlos, y a incluir en ocasiones la zona de Antequera dentro del ámbito geográfico vernáculo de los verdiales propiamente dichos.
Por tanto, es evidente la viveza de esta actividad en continuo crecimiento, pero con un desarrollo diferenciado según su ubicación en la zona rural o en la zona urbana. En el medio rural se sufre un fuerte despoblamiento y esto afecta al modo como se celebran actualmente, frecuentemente en el interior de los núcleos de población en cabeceras de municipios y partidos como Jarazmín y Los Gámez y otros muchos esparcidos por las comarcas de los Montes, la Axarquía, Valle del Guadalhorce, Antequera, y tangencialmente de Ronda. Trasiegan de manera continua, espacial y temporalmente, pandas, fiesteros, fiesteras, asociaciones y escuelas de verdiales y aún se hacen las rifas, se levantan coplas haciendo recorridos que son variables y se mueven a lo largo de todo el término, acudiendo a diversidad de lugares: parajes, plazas, calles, locales. En este medio rural, y en estrecha relación con la actividad verdialera, las ermitas, junto a sus plazas anexas, son marcos significativos, lugares con marcada relevancia para la colectividad malagueña verdialera y evocadores de la identidad ecológico-cultural. Dichas ermitas son: de Verdiales, de las Tres Cruces, de Jeva, y Loma la Boticaria.
En la ciudad las pandas se localizan en los barrios de las afueras y se cantan y bailan Verdiales en las tres modalidades, por la de Montes en los barrios de Mangas Verdes, Puerto de la Torre, Santa Catalina; Churriana y Carretera de Cádiz. La modalidad de Almogía se encuentra en los barrios de Huertecilla Mañas, Santa Rosalía y Maqueda. La modalidad de Comares junto a las otras dos anteriormente citadas se hallan en los barrios de Los Prados, El Palo, La Mosca, Castañetas y Suárez.
Es en el Puerto de la Torre, donde desde 1988 hasta el año 2009 se ha celebrado el choque de pandas el 28 de diciembre. Este desplazamiento hacia el medio urbano no ha supuesto la desvinculación con el entorno agreste, puesto que siempre se ha buscado una venta o un local apartado de las edificaciones.
La distribución del ámbito de la actividad según modalidades muestra la propagación de los Verdiales fuera de los límites de las tres comarcas propiamente verdialeras. Si bien la distribución geográfica de las tres modalidades es bastante clara hacia los límites de las tres comarcas (Montes, Axarquía y Valle del Guadalhorce), existen zonas de transición en las cuales se comparten dichos estilos. En la capital sucede algo similar y las divisiones no siempre resultan tan evidentes y se difuminan compartiéndose varias modalidades a la vez y según los barrios, fruto de los flujos migratorios.

## Opiniones en torno al origen de los Verdiales
- ¨Este primitivo fandango malagueño, bailable, de compás ternario, es incluso anterior a la aparición del fenómeno flamenco. ¨

(José Luque Navajas)
- ¨Es, sin duda, el fandango más antiguo de la región malagueña, nacido precisamente en la zona olivarera llamada Verdiales, cuyo influjo se extendió luego a otras latitudes andaluzas. Su acento parece derivar de ciertas arcaicas formas moriscas, no sólo percibidas en algunas específicas modalidades de baile sino en ese peculiar acompañamiento de violines, platillos, almireces, castañuelas y panderetas con que suelen acompañarse algunos de sus primordiales estilos locales. Se trata, evidentemente, de un fandango arábigo-andaluz que asimiló en un determinado momento, por influjos de vecindad, algunos caracteres del flamenco...¨

(José Manuel Caballero Bonald)
- Los verdiales (del latín viridis: verde, joven, vigoroso, vivo; en castellano, verdial) son prototipo de fandango campesino o, al menos, de pueblo rural o agrícola. Su nombre alude a la comarca malagueña de ¨ Los Verdiales ¨. Verdial llámese a una variedad de aceitunas. La zona de verdiales es, pues, olivarera. Se trata de un cante típicamente morisco, en el que sin duda resuenan ecos del primitivo fandango de los moros andaluces.

(Ricardo Molina)
- ¨...los primeros aires de los verdiales malagueños tienen sin duda un origen morisco, son las mismas melodías que cantaban acompañándose al laúd los súbditos de Ibn Alcamar y Boabdil El Grande, sus coplas son trozos de antiguos romances moriscos.

(Charles Davillier)
- Los verdiales son una especie de monumento arcaico-musical, una joya del patrimonio cultural malagueño. O, más en concreto, una sagrada reliquia malagueña de remotísimas épocas mediterráneas, a las que en el caso de los verdiales remiten en directo tanto la música como los sombreretes de flores, y la vinculación de la fiesta de verdiales a la no menos remotísima religión de los cultos al Sol.

- Para mayor mérito, es sagrada reliquia que ha pervivido tranquilamente a lo largo de milenios. Y que ha sobrevivido así, tercamente, a las sucesivas invasiones y asentamientos poblacionales de gentes foráneas que, no menos, a lo largo de milenios, con las sucesivas colonizaciones culturales llegadas de la mano de invasores, una tras otra fueron gradualmente aniquilando casi todos los arcaicos signos de identidad a todo lo largo y ancho del ámbito malagueño de sierras y costas. Y así, tras la colonización libio-fenicia o cartaginesa, la colonización romana, la colonización visigótica, la invasión y asentamiento de los bizantinos, la colonización árabe islámica, y finalmente la colonización cristiano-castellana, de los arcaicos y muy remotos signos malagueños de identidad sólo quedaron unas cuantas cosa: los vinos, las pasas, los pueblecitos blancos de cal encaramados encima de las montañas. Y los verdiales.

(Miguel Romero Esteo)